# Mary Jane Wilson
Mary Jane Wilson, também conhecida como Irmã Maria de São Francisco DmTE (Harihar, Índia, 3 de Outubro de 1840 - Câmara de Lobos, 18 de Outubro de 1916) foi uma religiosa inglesa, nascida na Índia, fundadora da ordem religiosa das Irmãs de Nossa Senhora das Vitórias. Entre os madeirenses ficou conhecida como a Boa Mãe. Em 2013, foi declarada Venerável pelo Papa Francisco.

## Biografia
Mary Jane nasceu em Harihar, Maiçor, de pais ingleses, crescendo na fé anglicana. Após a morte dos pais, mudou-se para Inglaterra, ficando aos cuidados de uma tia. Converteu-se ao catolicismo, tendo sido baptizada em França a 11 de Maio de 1873. Na fé católica assumiu o nome de irmã Maria de São Francisco.
Em 1881 mudou-se para a Ilha da Madeira, a fim de cuidar de uma doente inglesa. Estabeleceu-se no Funchal, tendo vivido o resto de sua vida naquela ilha, dedicando-se à catequese das crianças, aos doentes e à educação, e instituindo diversas obras a favor dos pobres.
A 15 de janeiro de 1884, juntamente a sua primeira colaboradora, Amélia Amaro de Sá, fundou a ordem religiosa das Irmãs Franciscanas de Nossa Senhora das Vitórias, também chamada Congregação das Irmãs Franciscanas de Nossa Senhora das Vitórias ou Congregação das Irmãs Vitorianas.
Em 1907, cuidou de pacientes durante uma epidemia de varíola que assolou a zona sul da Madeira, sendo por isso agraciada com a Ordem da Torre e Espada pelo rei D. Carlos. Com a revolução republicana de outubro de 1910 foi presa e expulsa para Inglaterra, regressando um ano depois. Morreu aos 76 anos no Convento de São Bernardino, em Câmara de Lobos, a 18 de Outubro de 1916.
O seu processo de canonização teve início em 1991, sendo declarada Venerável pelo Papa Francisco a 11 de Outubro de 2013.
Existe no Funchal um pequeno museu dedicado à sua vida e obra.  Em 1950 foi publicada a sua biografia The invincible Victorian, the life of Mary Jane Wilson, da autoria de Terry Dunphy, pelas Irmãs Franciscanas de Nossa Senhora das Vitórias.
No Largo Severiano Ferraz, no Funchal, encontra-se uma estátua em bronze de Mary Jane Wilson, datada de 2006, da autoria do escultor Ricardo Velosa. Em Fevereiro de 2014, foi inaugurado no Jardim Municipal de Santa Cruz um conjunto escultórico em sua homenagem, da autoria do escultor Luís Paixão.